# Jour de la République (Inde)
Pour les articles homonymes, voir Fête de la République.
Le Jour de la République est une fête nationale en Inde.
Elle célèbre chaque 26 janvier l'entrée en vigueur de la Constitution de l'Inde avec la fin du Dominion (Government of India Act de 1935).
C'est l'une des trois fêtes nationales en Inde, les deux autres étant le Jour de l'Indépendance et Gandhi Jayanti. Le Jour de la République est célébré d'un grand défilé annuel à New Delhi, mettant en scène tous les corps de l'armée.